# 林紹璋
林 紹璋（りん しょうしょう、Lin Shaozhang、? - 1864年）は、太平天国の指導者の一人。
広西省出身。金田蜂起に参加し、監軍、総制と昇進した。1853年、朱錫琨率いる北伐軍の後続部隊に従軍したが、六合で失火がおきて甚大な被害が出た。そのとき林紹璋の部隊のみは無傷で帰還できたため、評価されて春官又副丞相に昇進した。1854年より西征軍に参加したが、湘潭で湘軍に敗北して免職となった。しかしその後、湖口の守備に参加して功績を立てたために赦された。1858年より天京に戻り、地官又副丞相に任命され、蒙得恩・李春発とともに政務をとるようになり、以後6年にわたって中央政府を指導した。1859年には章王に封ぜられ、1862年からは対外事務も担当するようになった。1864年、天京が陥落すると忠王李秀成とともに幼天王洪天貴福を保護して脱出したが、湖熟で力戦の結果戦死した。